# El less wal kilab
El less wal kilab é um filme de drama egípcio de 1962 dirigido e escrito por Kamal El Sheikh. Foi selecionado como representante do Egito à edição do Oscar 1963, organizada pela Academia de Artes e Ciências Cinematográficas.

## Elenco
- Shadia - Nour
- Shukry Sarhan - Saeed Mahran
- Kamal Al-Shennawi - Raouf Elwan
- Samir Sabry - Taleb
- Fakher Fakher
- Salah Mansour